# Josep Maria Reguant
Josep Maria Reguant i Gili (Torrellas de Llobregat, Cataluña, 1941) es un político y psiquiatra español.

## Biografía
En 1964 se afilió a Unión Democrática de Cataluña, pero abandonó el partido y fue dirigente de la CNT, de 1976 a 1977. Posteriormente, se mostró partidario de la secesión de Cataluña y de la mano de Angel Colom recaló en Esquerra Republicana de Catalunya, siendo presidente de su Consell Nacional. Se presentó candidato a las elecciones al Parlamento de Cataluña de 1992, pero el 15 de febrero de 1994 dejó ERC por diferencias con Ángel Colom y se pasó al grupo mixto. En 1995 fundó Acció Municipal de Catalunya, partido con el que ha sido concejal en el Ayuntamiento de Palafrugell y teniente de alcalde en 2001. En 1996 publicó un libro en el que criticaba la situación de las finanzas del partido.
Parte de su fondo documental ha sido donado al Archivo Municipal de Palafrugell, en el que destaca sobre todo la colección de registros sonoros de las entrevistas que ha realizado.

## Obras
- Marcelino Massana: ¿Terrorismo o resistencia? (1979)

- Home lliure, terra lliure: reflexions per una alternativa (1983)
- Radiografia d´una ruptura (1996)